# Curling
Curling is een precisiesport die lijkt op bowls, petanque en bocce, maar op ijs wordt gespeeld met zware stenen in plaats van metalen (of plastic) ballen.
In het algemeen wordt aangenomen dat de sport in het 16e-eeuwse Schotland is bedacht, alhoewel het schilderij Jagers in de sneeuw van Bruegel uit 1565 Nederlandse boeren afbeeldt die het spel spelen. Curling zoals het tegenwoordig gespeeld wordt, is in Schotland ontwikkeld (zie Newtonmore Curling Club Hut). De internationale organisatie voor curling, de World Curling Federation, zetelt in het Schotse Perth.
Curling is een officiële olympische wintersport sinds 1998. Wereldkampioenschappen zijn er sinds 1957 voor mannen en sinds 1979 voor vrouwen.

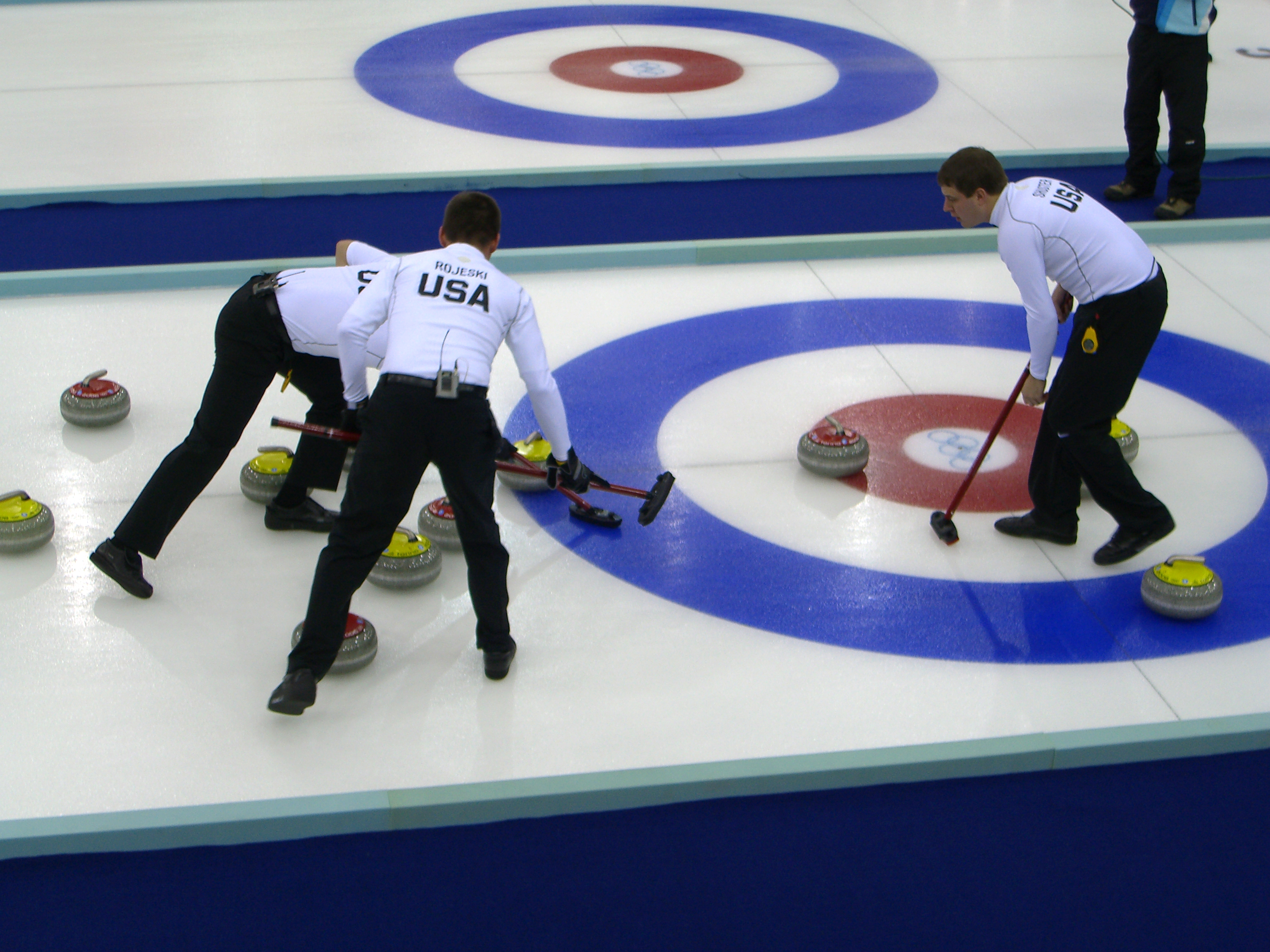
Een Amerikaans curlingteam tijdens de Olympische Winterspelen in 2006 van Turijn
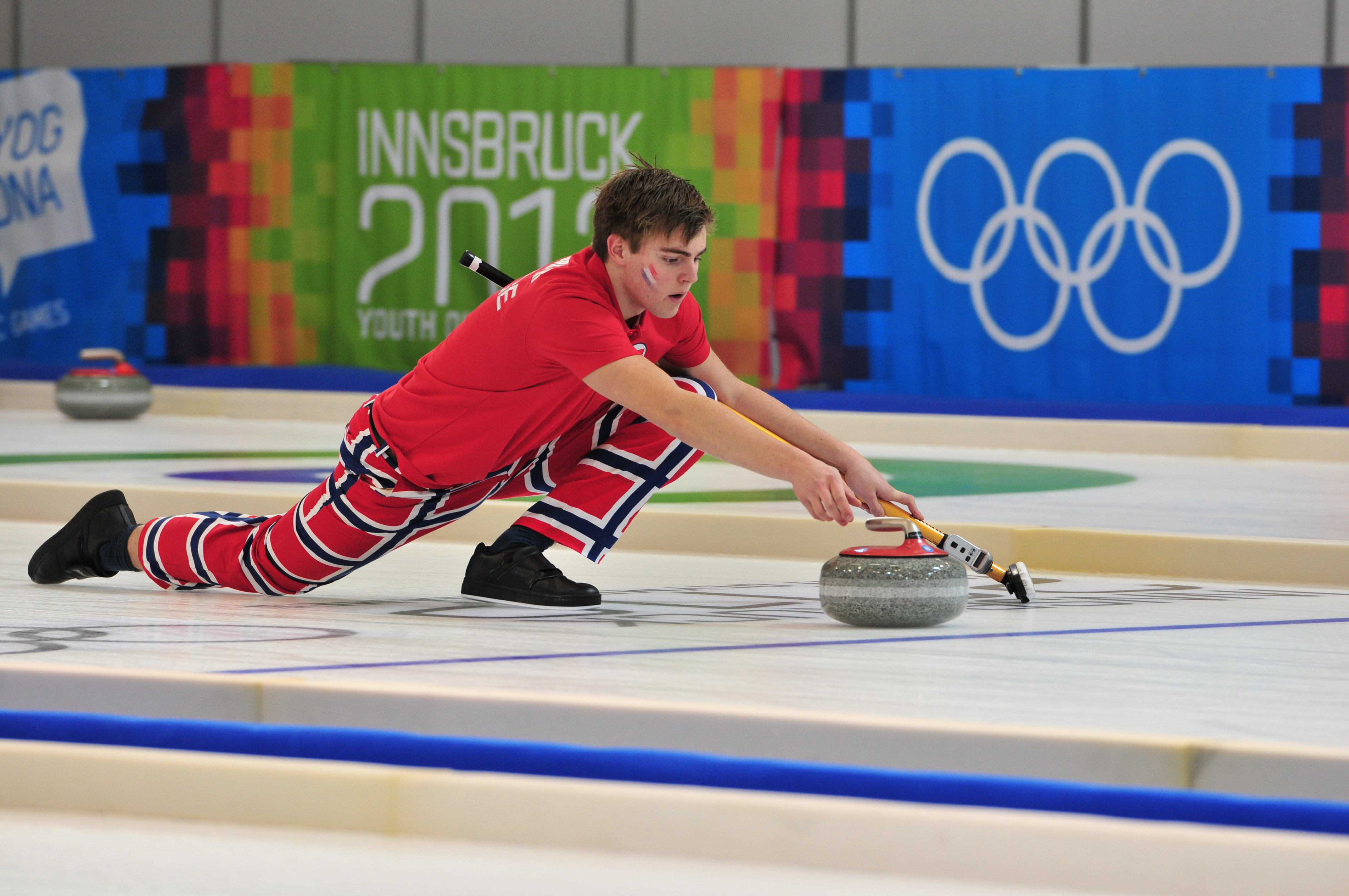
Curling op de Olympische Jeugdwinterspelen 2012
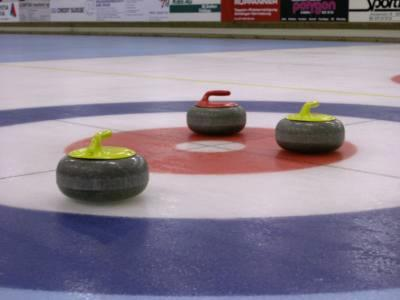
Curlingstenen in het huis
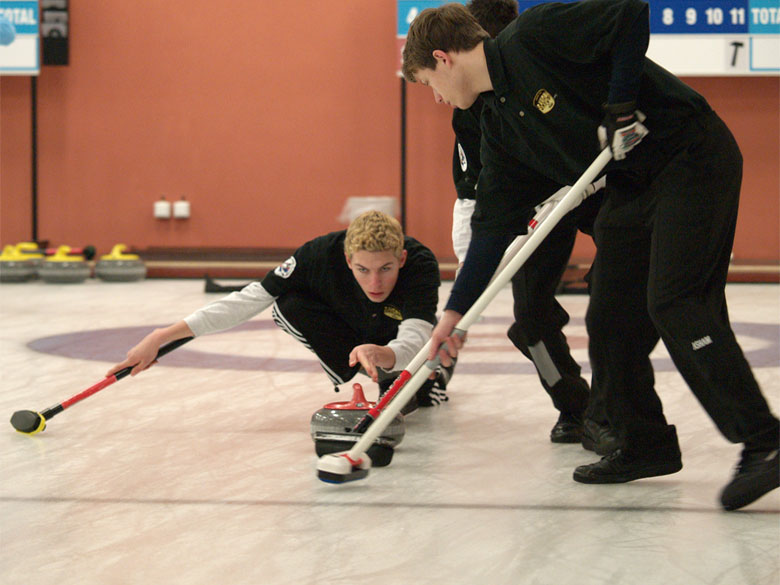
Door te vegen wordt de baan van de steen beïnvloed
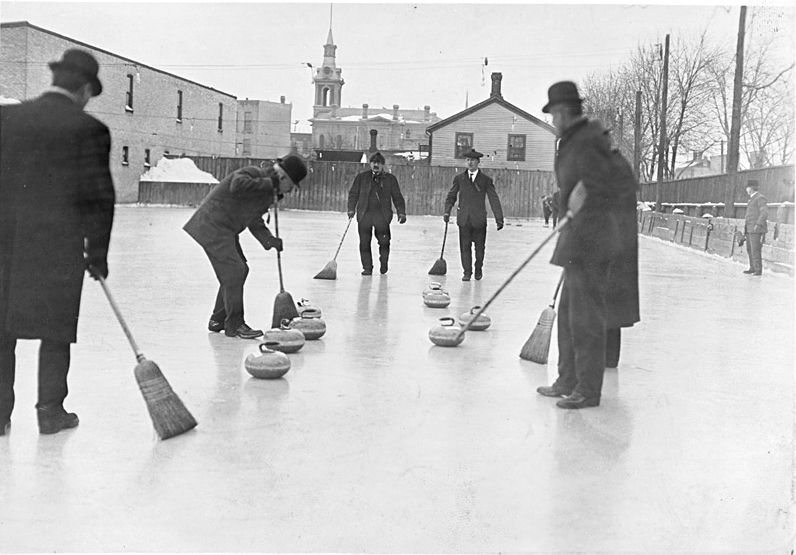
Curling in 1909

## Spelverloop

Het speelveld, met CL: Centreline • HOL: Hogline • TL: Teeline • BL: Backline • HA: Hackline with Hacks • FGZ: Free Guard Zone

Een curlingwedstrijd wordt gespeeld door twee ploegen van vier spelers. De "aanvoerder" van een ploeg, de skip (of skipper), zet de te volgen strategie uit en bepaalt in overleg met de andere spelers hoe de stenen moeten worden gespeeld. Elke ploeg heeft acht stenen met een handvat. De stenen worden gemaakt van graniet en zijn circa 19 kg zwaar. De steen maakt alleen contact met het ijs via een rand aan de onderkant. De curlingbaan (curling sheet) is een ijsbaan van circa 42,5 m lang en 4,3 m breed. Vóór de wedstrijd wordt op het ijs een fijne spray van waterdruppels(pebble) gespoten die onmiddellijk aanvriest. Dit vergemakkelijkt de loop van de steen en geeft er een voorspelbare baan aan.
De wedstrijd bestaat uit een aantal "ends" (in competitieverband 10 ends, 8 ends voor junioren). In elk end spelen de teams om en om de acht stenen, elke speler twee stenen, vanaf het ene einde van de curlingbaan naar het "huis" aan de overzijde; dit zijn de gekleurde cirkels in het ijs. De steen wordt door de skip gegooid, waarna twee teamgenoten de steen volgen en indien nodig vegen. De skip geeft na het gooien instructies aan zijn teamgenoten, bijvoorbeeld wanneer en hoe er geveegd moet worden. Door zacht of hard te roepen probeert hij het belang van de instructie aan te geven. Het schreeuwen is vaak ook nodig voor de skip om zich door het geluid van het publiek en de skips op naastgelegen banen heen hoorbaar te maken.
Door bij het loslaten van een steen er een draaiende beweging aan te geven, wat de bedoeling is, krijgt de steen een licht gebogen baan. Deze draaiing heet de curl van de steen (vandaar de naam "curling"). De spelers van elk team hebben een bezem (over het algemeen met een wrijfblok, niet met haren) om het ijs juist vóór de steen te vegen en zo de baan van de steen te beïnvloeden en zo nodig de steen verlengen. Door het vegen worden de bevroren waterdruppels weer vloeibaar, zodat de steen rechtdoor blijft gaan en de curl wordt uitgesteld.
De bedoeling is dat op het einde van een end een aantal stenen van het eigen team dichter bij het midden van het huis (de dolly) ligt dan de stenen van de tegenpartij. Voor elke steen die dichter bij de dolly ligt dan de dichtst bij de dolly liggende steen van de tegenpartij krijgt men één punt. De kleuren van de cirkels hebben geen betekenis, deze bestaan alleen om makkelijker te kunnen zien hoe stenen ten opzichte van de dolly liggen. Gelijkspel bestaat in curling niet. Is er na 10 ends een gelijke stand, dan wordt er een extra end gespeeld.

## Strategie
Strategie speelt een grote rol bij curling; zo kan men ervoor kiezen de eigen steen in het huis te leggen (een draw), ofwel er een steen van de tegenstander mee weg te spelen (een take-out), ofwel een eigen steen voor het huis te laten liggen om daarmee een achterliggende steen te beschermen (een guard). De eerste 2 stenen van elke partij mogen niet voor een take-out worden gebruikt op een steen die voor het huis ligt. Gebeurt dit toch dan moet de weggespeelde steen van de tegenstander worden teruggeplaatst.
Het team dat de laatste steen mag spelen (de hammer) heeft altijd een voordeel, daar wordt de hele strategie op bepaald: "Give one and take two". Dit betekent dat als men niet de laatste steen heeft, men de tegenstander maar maximaal 1 steen laat scoren (of, nog beter, zelf stenen scoort ("steelt"); als men wel zelf de laatste steen heeft, dan probeert men er 2 of meer te scoren. Aan het begin van de wedstrijd wordt getost om te bepalen wie in het eerste end de laatste steen heeft. Scoort een team in een end, dan begint dat team het volgende end, het andere team heeft dan de laatste steen.

## Internationale wedstrijden

### Olympische Spelen
Sinds de Spelen van 1998 is curling een olympische sport. Zowel bij de mannen als de vrouwen kende tot en met 2006 elk toernooi een andere winnaar.
Tijdens de Olympische Spelen in Pyeongchang in 2018 stond voor het eerst ook gemengd dubbel op het programma.
- Mannen

| Jaar | Plaats                            | Goud             | Zilver           | Brons            |
| ---- | --------------------------------- | ---------------- | ---------------- | ---------------- |
| 1998 | Nagano (Japan)                    | Zwitserland      | Canada           | Noorwegen        |
| 2002 | Salt Lake City (Verenigde Staten) | Noorwegen        | Canada           | Zwitserland      |
| 2006 | Turijn (Italië)                   | Canada           | Finland          | Verenigde Staten |
| 2010 | Vancouver (Canada)                | Canada           | Noorwegen        | Zwitserland      |
| 2014 | Sotsji (Rusland)                  | Canada           | Groot-Brittannië | Zweden           |
| 2018 | Pyeongchang (Zuid-Korea)          | Verenigde Staten | Zweden           | Zwitserland      |
| 2022 | Peking (China)                    | Zweden           | Groot-Brittannië | Canada           |

- Vrouwen

| Jaar | Plaats                            | Goud             | Zilver      | Brons            |
| ---- | --------------------------------- | ---------------- | ----------- | ---------------- |
| 1998 | Nagano (Japan)                    | Canada           | Denemarken  | Zweden           |
| 2002 | Salt Lake City (Verenigde Staten) | Groot-Brittannië | Zwitserland | Canada           |
| 2006 | Turijn (Italië)                   | Zweden           | Zwitserland | Canada           |
| 2010 | Vancouver (Canada)                | Zweden           | Canada      | China            |
| 2014 | Sotsji (Rusland)                  | Canada           | Zweden      | Groot-Brittannië |
| 2018 | Pyeongchang (Zuid-Korea)          | Zweden           | Zuid-Korea  | Japan            |
| 2022 | Peking (China)                    | Groot-Brittannië | Japan       | Zweden           |

- Gemengd dubbel

| Jaar | Plaats                   | Goud   | Zilver      | Brons     |
| ---- | ------------------------ | ------ | ----------- | --------- |
| 2018 | Pyeongchang (Zuid-Korea) | Canada | Zwitserland | Noorwegen |
| 2022 | Peking (China)           | Italië | Noorwegen   | Zweden    |

### Wereldkampioenschappen
Het wereldkampioenschap curling wordt bij de mannen sinds 1959 gehouden en bij de vrouwen sinds 1979. Zowel bij de mannen als bij de vrouwen domineert Canada. Tot en met 2007 wonnen ze 44 van de 78 edities (56%). Zie de lijst van wereldkampioenen curling voor een gedetailleerd overzicht van de wereldkampioenen.

### World Curling Tour
De World Curling Tour is een reeks van toernooien met name gespeeld in Canada, waarbij meerdere teams per land mee kunnen doen (in tegenstelling tot de Olympische spelen of het WK waar slechts 1 team per land meedoet). De beste teams van de World Curling Tour ranglijst nemen deel aan de Grand Slam, de meest prestigieuze toernooien waar ook het meeste prijzengeld te verdienen valt. Het Europese deel van de tour heet de Curling Champions Tour.

## Curling in België en Nederland

### Missie Nederlandse Curling Bond
De missie van de Nederlandse Curling Bond is om de curlingsport in Nederland te faciliteren en te bouwen aan een infrastructuur waarmee een wisselwerking ontstaat tussen een brede basis met een landelijke competitie en dat er op internationaal niveau blijvend kan worden meegestreden in de top-tien van de wereld - en deelname aan de Olympische Spelen kan worden bewerkstelligd. Om deze doelen te behalen wordt er een meerjarenbeleidsplan opgesteld. Het huidige plan is opgesteld voor de jaren 2014-2018.
In 2017 heeft het team van Jaap van Dorp onder begeleiding van trainer/coach Shari Leibbrandt, zich voor het eerst in de geschiedenis geplaatst voor het WK. In december vindt het Olympisch Kwalificatietoernooi (OKT) plaats in Pilsen.
Op 2 maart 2018 werd in Vriezenveen het eerste Open NK Curling gehouden op natuurijs met 36 teams.
- Belgische Curlingassociatie en Nederlandse Curling Bond
- Belgisch curlingteam (mannen) en Nederlands curlingteam (mannen)
- Belgisch curlingteam (vrouwen) en Nederlands curlingteam (vrouwen)

## Stenen
De voor de Olympische Spelen gecertificeerde stenen worden gemaakt van zogenoemde blauwe en groene graniet, gedolven van het eiland Ailsa Craig voor de Schotse kust. Ze wegen circa 41 lbs (Engelse pounds).